# أل بار
أل بار (بالإنجليزية: Al Barr) هو كاتب أغاني ومغني أمريكي، ولد في 12 سبتمبر 1968 في هانوفر في ألمانيا.

## وصلات خارجية
- الموقع الرسمي
- أل بار على موقع ميوزك برينز (الإنجليزية)
- أل بار على موقع ديسكوغز (الإنجليزية)